# Багратиони-Давитишвили
Багратио́н-Давы́довы (также Багратиони-Твалдамцвиришвили; Багратиони-Давитишвили; Багратиони; Багратион, груз.: ბაგრატიონ-დავითიშვილი; ბაგრატიონი; ბაგრატიონ) — грузинский княжеский род, младшая ветвь царской династии Багратионов (отрасль кахетинских Багратионов). В свою очередь, династия по прямой мужской линии берет свое начало от последнего законного монарха единого Грузинского царства, царя Георгия VIII (1446—1466), и первого царя Кахетинского царства (1466—1476), известного как Георгий I.
При подаче документов (01 февраля 1686) для внесения рода в Бархатную книгу, были предоставлены: родословная роспись князей Давыдовых, вотчинная грамота кахетинского царя Теймураза I князю Хохоне Давыдову на село Шилда в Кахетинском царстве (1634—1648), указная грамота персидского шаха Аббаса II князю Хохоне о приезде ко двору шаха (1643—1666).
С протестом против причисления князей Давыдовых к роду грузинских царей выступил царь Арчил II из мухранской ветви Багратионов, из-за возможных претензий на кахетинский, а то и общегрузинский престолы из-за происхождения князей Багратиони-Давитишвили от последнего законного монарха Грузии, и на основании чего возникло спорное дело, к которому подключился Посольский приказ. В результате разбирательства вышел царский указ о невнесении родословия князей Давыдовых в Бархатную книгу (28 февраля 1687), что вызвало протесты князей Давыдовых, которые написали четыре челобитные о «неправом» разбирательстве. Последнее дело датируется (1691). Однако уже 11 декабря 1849 г., 21 августа 1857 г., и 4 сентября 1889 г. они будут признаны как княжеский род, происходящий от бывшей правящей православной династии, Высочайшим Указом Российского Императора Николая I Романова. Род российской ветви Багратион-Давитишвили внесён в V часть дворянской родословной книги Нижегородской губернии, однако он, как и их однородцы, князья Хохоничевы, является угасшим по мужской линии.
Самая многочисленная ветвь всей династии Багратионов на сегодняшний день. После пресечения по мужской линии царской линии кахетинских Багратиони (св. кн. Грузинских) 1 марта 2025 года, дом Давитишвили является единственной мужской ветвью, происходящей от Кахетинского Царского Дома и прямыми потомками последнего царя Грузии, Георгия VIII, получив возможность именоваться «батонишвили» (царевичами), и претендовать на главенство в доме Багратионов.

## Происхождение и история рода

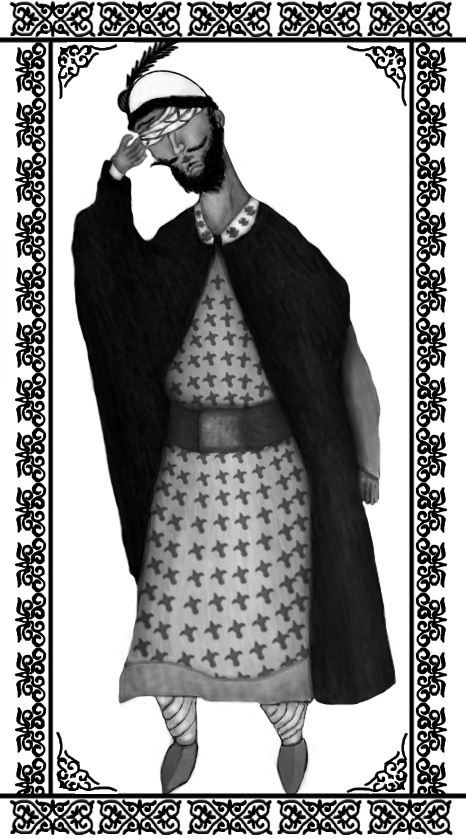
Царевич Деметре Багратиони, родоначальник княжеского рода Багратион-Давитишвили.

Князья (тавадского достоинства) Багратион-Давитишвили происходят по прямой линии от царевича Деметре (Димитрия), младшего сына монарха Кахетинского царства, царя Александра I.
В составленных в 1799 г. царевичем Иоанном (сыном царя Георгия XII) в списках грузинских князей и дворян указано:
В ущелье цхинвальской реки, в долине Нули, проживают тавади Давитишвили, и есть они фамилии Багратиони.царевич Иоанн Багратиони, краткое описание фамилий князей и дворян, живущих в Грузии
Царевич Иоанн также указывает, что князья Багратиони-Давитишвили делятся на две основных ветви: на детей Заала, и детей Элизбара, а остальные — менее знаменитые ответвления (дворянского сословия) — с той же фамилией живут в селе Пца. Представители ветви Багратион-Давитишвили владели большими территориями в нынешних муниципалитетах Гори, Карели, Хашури и землями на территории, ныне контролируемой Южной Осетией.

### История образования ветви
Прародитель рода, царевич Деметре, родился в царском городе Греми. В начале XVI века, старший сын царя Кахетии Александра, Георгий, открыто вступил в конфронтацию с отцом и братом Деметре. Этот семейный конфликт разгорался долгое время. Георгий считал, что отец желает отстранить его престолонаследия и передать трон своему любимому младшему сыну, Деметре, и с ревностью Георгий воспринимал знаки внимания отца к своему младшему брату.
Сей же Александр еще более умиротворил Кахети и укрепился в нем и застроил и обогатил. Но сын его Гиорги был злой, завистливый и кровожадный, однако, боявшись отца, придерживал себя, только подстрекал отца к нападению на Картли и окрестные земли. А Александр не слушал его и призывал к спокойствию и миру, ибо был уверен, что зачинщика смуты покарает Бог. Но Гиорги не слушал его и не терпелось ему занять отцовский престол.Вахушти Багратиони, жизнь Кахети и Эрети (ч.1)
Царь Александр отправил царевича Деметре послом в Ширван к шаху Исмаилу I Сефеви, где царевич был принят с большими почестями. Дипломатическая миссия завершилась успешно, Кахетинское царство было освобождено от дани, тогда как соседнее Картлийское царство уплачивало Кара-Коюнлу тяжёлую дань.
Сей Александр послал к шаху Исмаилу в Ширван сына своего Димитри с дарами и пленными юношами и девушками и известил о покорности. И шах Исмаил принял с честью и отпустил Димитри с дарами и соглашением о мире.Вахушти Багратиони, жизнь Кахети и Эрети (ч.1)
Однако согласно британскому историку Дональду Рейфилду, шах Исмаил не сдержал своего обещания и объявил Кахетинское царство своим данником.

Во внутриполитической жизни Кахетинского царства, царевич Деметре был единомышленником своего отца, царя Александра и поддерживал его в споре с его старшим сыном Георгием, выступавшим за войну с Картлийским царством и аннексией территорий этого царства. Когда же царь Александр и царевич Деметре воспрепятствовали осуществлению очередного военного плана Георгия, тот направил оружие против собственного отца. По словам царевича и историка Вахушти,
И найдя удобный случай в Сапурцле, убил он отца своего, царя Александра, не ожидавшего этого от сына. Схватил он также брата своего, чтобы помешать ему бежать в Персию, ибо давно завидовал ему за прежнюю поездку к шаху, и ослепил его лета Христова 1511, грузинского 199, и с тех пор нарекли его Ав-Гиорги.Вахушти Багратиони, жизнь Кахети и Эрети (ч.1)
Большими подробностями поделился грузинский хронист Бери Эгнаташвили, который описал, что Деметре выжгли глаза. Согласно сведениям историка Парсадана Горгиджанидзе, на это его надоумили его сторонники, опасавшиеся переворота в Кахетии и мести брату за убитого им отца. Те не отстали от Георгия, пока не заставили выжечь Деметре глаза. Но у него все-таки сохранилась часть зрения, что, лежа под деревом, смог сбить стрелой с дерева голубя. Когда об этом узнали его недруги, приказали лекарю, наложить такие лекарства, чтобы совсем лишился зрения, перестал видеть. Лекарь выполнил их указания, и Деметре вторично лишили оставшегося зрения. Однако британский историк Дональд Рейфилд указывал, что Деметре был убит в 1511 году.
Кахетинский Александрэ поддерживал с картлийским царем и с шахом Исмаилом намного более дружеские отношения, чем его имеретинский тезка. Его сын и наследник Гиорги, однако, как и многие кахетинские феодалы, искали момента, когда можно будет свергнуть Давита X и объединить Восточную Грузию под кахетинской властью. Пренебрегши яростью отца, Гиорги повел армию в Картли. Затем Гиорги убил своего разгневанного отца, выколол брату Деметрэ глаза (Деметрэ погиб, а вдова и дети Деметрэ убежали в Картли) и провозгласил себя Гиорги II, «царем Имеретии, Абхазии, Армении, Картли и Кахетии».Дональд Рейфилд, Перекресток империй. История длиной в три тысячи лет, глава 12 (Братоубийство)

### После ослепления Деметре и обособление ветви
Батонишвили (груз.: ბატონიშვილი; царевич) Деметре, получивший прозвище твалдамцвари (груз.: თვალდამწვარი; его потомки долгое время носили прозвание твалдамцвриани/твалдамцвиришвили, что переводится с грузинского языка как глазогорящие), вместе с женой и ребёнком бежал из Кахетинского царства в Иран, где просил помощи у шаха. По словам Парсадана Горгиджанидзе, Деметре пришёл в дом шаха и попросил шаха о помощи, с которым у него были хорошие отношения со времен дипломатических поездок Деметре в Ширван. Шах Исмаил также пообещал Деметре престол Кахетинского Царства и большую сумму денег, но Деметре не смог вернуться в Кахетинское царство и на полученные деньги купил деревни в Картлийском Царстве (Дирби, Броти и Бебниси).
Кахетинский царевич [Деметре] сбросил соперника с коня, отрубил голову и поднес шаху. Шах пожаловал ему в награду Кахети и велел наполнить его щит деньгами. Тот увез деньги в Картли и купил там деревни. Ему было сказано: «Пока не вернешь Кахети, живи в Картли». Сначала он купил Дирби, Брети и Бебниси. Одного сына женил на дочери [князя] Цицишвили, а другого сына — на дочери [князя] Палавандишвили. Эти князья помогли ему и в Дирби построили сильную крепость.Парсадан Горгиджанидзе, повествование о потомках ослепленного
В Картлийском Царстве, сродник царевича Деметре, царь Картли, Давид X Багратиони, пожаловал во владения удельные города Деметре. Однако позднее его потомки будут вынуждены покинуть Картлийское царство из-за конфликта с царем Луарсабом I, перебравшись в Имеретинское царство, где породнились с имеретинскими царями.
На Грузинском царстве был царем после прапрародителей своих царей и прадеда, и деда, и отца своего царя Георгия царь Александр, а у него были два сына: царевич Георгий Александрович, царевич Димитрий Александрович. И царевич Георгий Александрович по жестокосердию своему отца своего, царя Александра Георгиевича убил досмерти, а у меньшего брата царевича Димитрия Александровича, выжег очи и дал ему удельные городы, а сам стал царствовать на грузинском царстве и царевич Димитрий Александрович ещё опасаясь его на себя всякого зла, оставя удел свой, отъехал к сроднику своему, к карталинскому царю. И карталинский царь дал ему удел же.
Потомки царевича Деметре сохраняли традицию царственного происхождения, роднились с другими ветвями Багратионов и крупными феодальными родами Грузии, быстро выбравшись из нищеты в богатых вельмож. В Нули располагалась главная крепость этой княжеской фамилии. В результате происходивших на то время феодальных войн в раздробленных грузинских царствах, кн. Давид (ум. 1540), сын царевича кахетинского Деметре, укрывается в Имеретинском царстве из-за конфликта в Картли c царем Луарсабом I, где правит царь Баграт III (1510—1565).

## Земельные владения

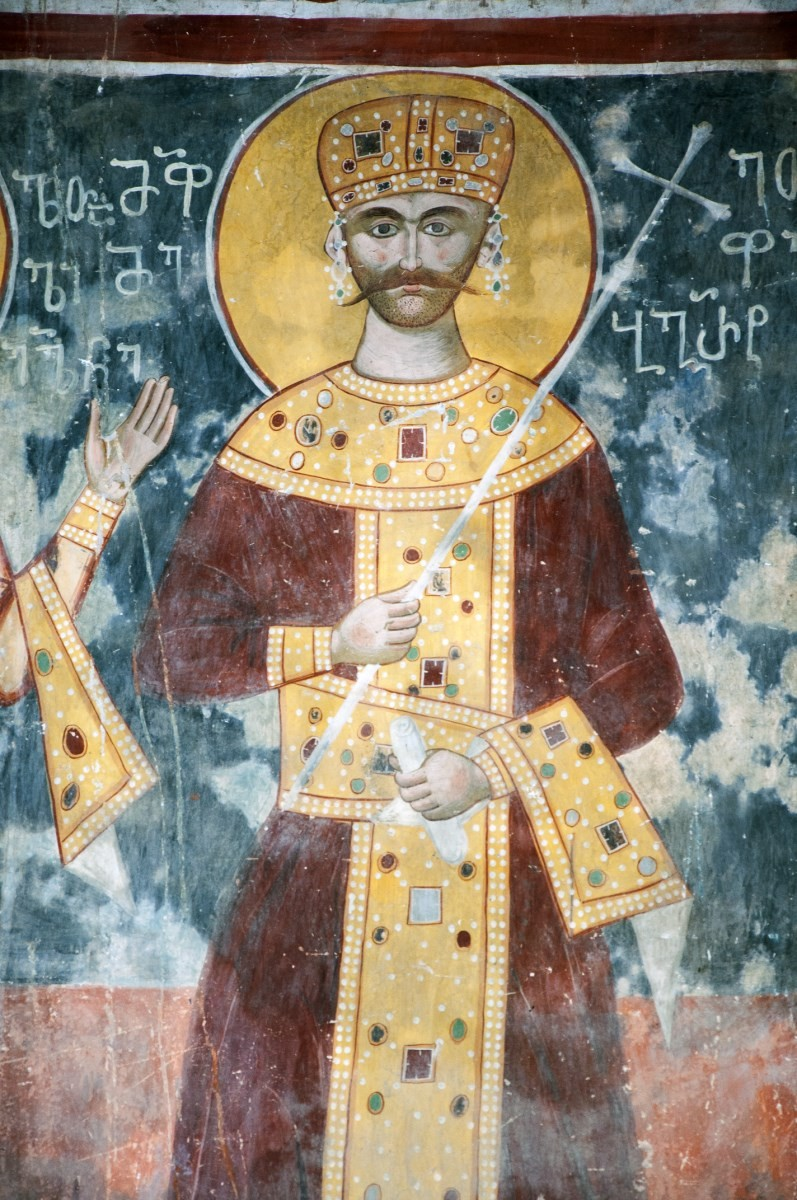
Царь Имеретинский, Баграт III. Пожаловал Давиду Багратиони имения. Сын Давида, Рамаз Багратион-Давитишвили, в будущем женится на его дочери.

Имеретинское царство около 1535—1545 годов

Баграт III, царь Имеретинский, пожаловал следующие земельные угодья Давиду: в Верхней Картли деревни и Нули вместе с её крепостью, Торманеули, Гвершети, Плеви, Канбади, Мцхетисджвари, крестьян Мохиси и Руиси и церковь с кладбищем, а также дворян Херхеулидзе и Татишвили. Таким образом, их удельное княжество образовалось в результате обособления этой ветви царского рода Багратионов — и учредилось в Садавитишвило (удельное княжество рода, сатавадо). Сын этого Давида, Рамаз (ум. ок. 1550-1580; в некоторых источниках упоминается как Теймураз), впоследствии женится на дочери имеретинского царя Баграта III. Князь Рамаз Давитишвили (ум. ок. 1550-1580), внук царевича Деметре Багратиони, получил под управление селение Дирби вместе с её крепостью (современный Карельский муниципалитет, Шида-Картли). Прежде она принадлежала Давиду, сыну Деметре, который отстроил и укрепил её при помощи князей Цицишвили и Палавандишвили.
Однако противился усилению в Картли своих родственников царь Кахетии, опасавшийся претензий на узурпированный Георгием II престол Кахетии, и множеством подарков вьюков шелка царю Картли пытался избавиться от угрозы. В результате этих событий феодалы по приказу царя Картли разрушили крепость в Дирби, а имение перешло к Рамазу. Когда скончался шах Исмаил, потомки царевича Деметре лишились основной поддержки со стороны Персии, и остались в Картли, так и не вернув себе кахетинский трон, обещанный им персидским шахом. Парсадан Горгиджанидзе указывает, что кахетинскому царю помогал князь Мухрани.
В труде, изложенном историком Парсаданом Горгиджанидзе, указывается:
Имеретинский царь выдал за Рамаза дочь. Во всей Картли и Имерети не было мужчины лучше его. И царское приданое получил хорошее, и в Самцхе дали ему имения.
Царь-мученик Картли, Луарсаб II также пожаловал роду Багратиони-Давитишвили земельные угодья (с пашнями, виноградниками, полями, мельницами, поймами и пастбищами) в Картлийском царстве в 1608 году, вместе с рядом крепостных и дворянских (азнаурских) родов.

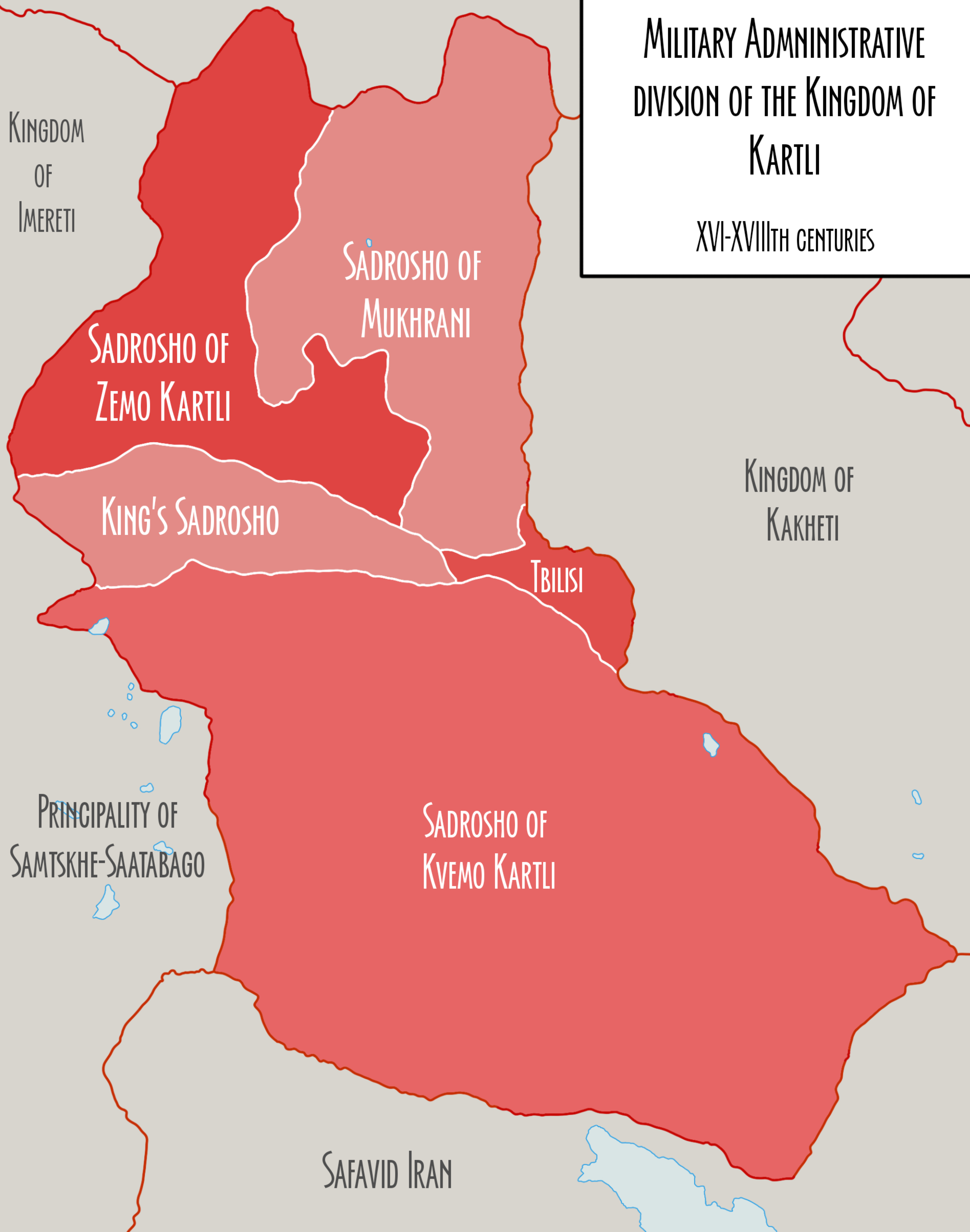
Картлийское царство около XVI—XVIII веков

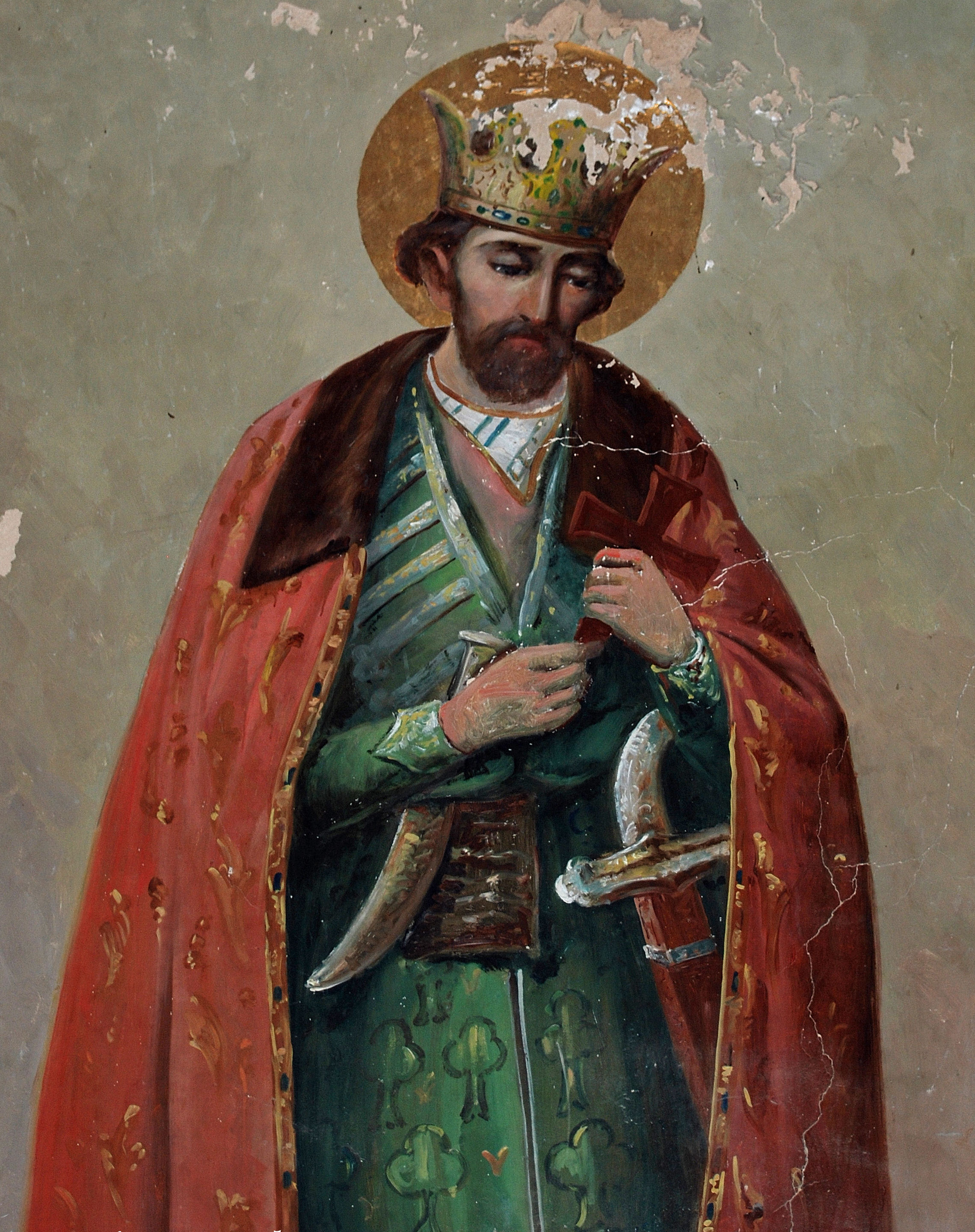
Царь-мученик Картли, Луарсаб II Багратиони. Пожаловал земельные угодья Давиду Багратиони-Давитишвили в 1608 году.

Из более поздних хроник становится известно, что тавади Элизбар Багратиони, бокаултухуцеси в Картли и глава рода Багратион-Давитишвили и княжества Садавитишвило с 1635-1637 года, сменив на этом посту своего умершего отца Давида, был активным сторонником царя Картли, Ростом-хана, и даже привез ему из Сефевидской Персии в царский дворец халат, пожалованный Ростом-хану шахом Персии.
Он также вывез из Сефевидской Персии в 1639 году батонишвили Луарсаба (сына царевича Картли, Вахтанга Симоновича Багратиони, и его жены, неизвестной по имени дочери князя Давида Багратиони-Давитишвили), которого из-за бездетности царя Ростом-хана, в виду его пожилого возраста, объявили наследником Картлийского престола.
Князь Элизбар лоббировал интересы персидской фракции в Картлийском царстве, помогая подавить восстание царя Кахетии, Теймураза I, и в сражении 1648 года просефевидская партия грузинских феодалов убила сына Теймураза, царевича Датуну. Голова царевича Датуны и прочих мятежных грузинских дворян были отосланы к шаху в Персию, и шах одарил Элизбара тремя деревнями в Гяндже..
Князь Элизбар был активным сторонником царя Картли Ростом-хана, а также его послом при дворе персидского шаха (после мятежа князя Цицишвили через него в Персию были отправлены пленные князья Чхеидзе).
Элизбар был женат на представительнице боковой ветви рода Багратионов, княжне Тинатин (дочь Кайхосро Мухранбатони) Багратион-Мухранской, и имел от этого брака сына — князя Давида Багратион-Давитишвили (ум. ок. 1675-1725), ставшего следующим князем Садавитишвило.

## Исторические сведения
23 октября 1634 года при царе Картли, Ростом-хане, произошли важные события для дома Багратион-Давитишвили; им были пожалованы села Броцлети, Глибреви, Гверети, село Бани, Цаблована, Тихреви, а также дворяне Рикадзе. Подпись оставили царица Мариам и царь Ростом-хан, к делу были подключены Католикос-Патриарх Картли Евдемон I, эристав Заал-бег, князь Иотам Амилахвари, князь Зураб Бараташвили, и мдиванбег Каплан. Клятва была засвидетельствована перед моуравом Атени Георгием, епископом Сагинашвили, бокаултухуцесом Роином Джавахишвили, и князем Саакадзе.
По книге решений царя Ростом-хана, в том же 1634 году, в связи с владением деревни Сативе, князья делили между собой имение. Как выясняется из этого документа, тяжба между Давидом и его племянником Рамазом Багратион-Давитишвили шла о праве на владение деревней Сативе. Деревня досталась Давиду, но потомки княжеской фамилии позже вновь вели тяжбу за владение этой стратегически важной деревней. Название Сативе исходит из слова тиви (плот) и означает место, с которого осуществляют сплав леса. В 50-е годы XVII века в результате неоднократного нашествия лезгин деревня Сативе была разорена. В феврале 1761 года Заал Багратион-Давитишвили писал царю Ираклию II:
«В нашем имении Сативе уже не зажигается огонь, крепостных не осталось, те, кто спаслись от лезгин, рассыпались по разным местам, спасая свою жизнь».

На эту жалобу царский двор отреагировал оперативно, проведя определённые работы по возрождению деревни. Но повторно поселившиеся здесь крестьяне опять становились жертвой набегов лезгин. Поэтому царь принял особые меры для спасения деревни и её жителей. По его приказу Сативе освободили от отправки в дежурное войско отряда местных воинов, оставив их для защиты Сативе. Также освободили деревню от доставки провианта для дежурного войска и обещали в случае надобности прислать войско. Эти меры отбили охоту у лезгин нападать на хорошо вооружённый гарнизон деревни. В сентябре 1776 года было документально отмечено о хороших результатах в связи с принятием надлежащих мер по защите стратегического объекта Сативе.

Церковь в селении Сативе, Грузия. Была построена на средства княжеского рода Багратион-Давитишвили.

В деревне Сативе возвышается церковь, построенная в середине XIX века на средства князей Багратион-Давитишвили. Церковь носит имя Святой Троицы и по своей архитектуре относится к церквям зального типа. Эта церковь служила усыпальницей семье Багратион-Давитишвили.
На одном из камней имеется надпись мхедрули:
Под этим камнем покоится прах княгини Мелании, родительницы подпоручика Александрэ Багратион-Давитишвили… скончавшейся 4 января 1857 года
Церковь была восстановлена в наше время, но многие драгоценные сосуды и другая церковная утварь в эпоху правления коммунистов были утеряны.
4 августа 1771 года представители князей Багратион-Давитишвили (князья Заал, Давид, Элизбар) в своих письмах царю Ираклию II жаловались на князя Папуну Павленишвили, поскольку упомянутый выкупил селение Броцлети у дяди князя Заала, Давида Багратиони-Давитишвили, не уведомив об этом решении отца своего старшего брата Заала, князя Георгия Багратион-Давитишвили. Князь Заал просил предоставить ему право выкупа имущества. Царь Ираклий II поручил князю Глахе Цицишвили разобраться в этом деле.
19 февраля 1789 года князья Элизбар и Ростом Давитишвили были освобождены царем Ираклием II от всяких податей, направляемых в Карабах воинов, поскольку эти князья отправили туда своих воинов.
К 1794 году в княжестве Садавитишвило имело место напряжение отношений с осетинским населением княжества. В частности, из известного письма царя Картли-Кахетии Ираклия II, представляется возможным узнать, что князь Заал Багратион-Давитишвили и его сын Ростом с представителями других княжеских фамилий, занимался поимкой непокорных осетин, которых пленили и в дальнейшем продавали в рабство за их преступления (в основном, грабежи) в княжестве.
От моего имени передайте поклон Заалу Давиташвили. Эти страдания и беспокойства твои, конечно, нам неприятно и досадно. Ты что писал нам письмо, ответ на него послал через твоего сына Ростома. Письма, присланные через Ростома, касались пленных и осетин. Какую помощь мы смогли оказать тебе в доле ограбления, оказали и в настоящее время, больше ничего не сможем сделать. С божьей помощью может быть еще окажем помощь. Если бы теперь у нас не было много дел, помощь наша была бы больше.царь Картли-Кахетии, Ираклий II, 1794 г. октября 6, — Письмо грузинского царя Ираклия II Заалу Давиташвили о пленных осетинах (Институт рукописей АН ГССР, ф. Нd, док. 561.)
22 ноября 1797 года князь Заал Багратион-Давитишвили отправил царю Ираклию II официальное прошение об аресте осетин, и получил одобрение от Ираклия.
Пусть недуги счастливого царя бог перенесет на Давиташвили Заала: прошу моего милотворителя дать мне акт на имя Заза Амираджиби о том, чтобы враждующего и нарушившего заложничество осетина, принявшего участие в моем ограблении, в поимке его, или его родственника, или человека с его дома, где бы то ни встретился, никто не препятствовал. Амираджиби минбаш Заза, как доложил Давиташвили, где попадется его кровный враг, или его родственник и человек с его дома, задержите и передайте Давиташвили 
— Ираклий.
На другой стороне документа другим почерком: акт об осетинах на имя Амираджиби.Институт рукописей АН ГССР, ф. Hd. док. 552. Подлинник.
Сведения о продаже в рабство непокорных осетин подтверждаются одним из частных писем, в частности, докладного письма князей Херхеулидзе (вассалов Багратион-Давитишвили) к царю Картли-Кахетии, Георгию XII, когда упомянутые жаловались на некоего имеретинца, который по согласованию с князьями Багратион-Давитишвили занимался излавливанием осетин.
Докладная вашему высочеству царю. Ваши рабы Херхеулидзевы эшикагбаша Георгий и Джамаспи. В нашем селе были осетины. Из двух пленников продал Давидашвилевский [Багратион-Давитишвили] человек, имеретин [речь об имеретинце]. Осетины будут иметь с нами вражду. Этих пленных украли из Корниси. Царевич Иоанн об этом хорошо знает. Умоляем дать нам протокол, чтобы это дело он сам разрешил. Если будем жаловаться на других — пусть он рассудит. Просвещеннейший сын господин Иоанн! Ты должен их рассудить и помирить по справедливости.Георгий и Джамасп Херхеулидзе, 1799 г. июня 22, Институт рукописей АН ГССР, ф. Sd, док. 565. Подлинник.
Напряжение между княжеством Садавитишвило и осетинами, изредка успешно грабившими княжество, существовало вплоть до перехода Картли-Кахетинского царства в состав Российской империи. Известно, что в 1801 году была составлена расписка корсевцев, данная князю Заалу Багратион-Давитишвили об отбывании его пленников у осетин.
Эту книгу дали мы, Гверцевели [корсевские] Палван, Абел, Гоги, Тохи, тебе, Заалу Давиташвили, о следующем: тебя ограбили осетины, мы повстречались с ними, они вели твоих пленников, мы их отбили, за что в награждение Вы должны были дать за каждую голову пленника сорок пять копеек; поручителем за это мы взяли у Вас Амираджиби Заза, но так как Вы были человек пострадавший, простили, не просили уплаты и, действительно, ни мы, выше названные, ни люди нашей фамилии и наше ущелье ничего не получили ни от тебя, ни от Амираджиби. Если что-нибудь получили от Вас, то посчитаем себя обязанными возвратить Вам всемеро. Я, Степанашвили Антон, со слов Иосеба, написал и являюсь свидетелем. Я, Санакошвили Шалва, Цховребашвили Чоча, Джиошвили Худжа, Элизбар со своими раздельными написали перед богом, что ты, Давиташвили Заал, которого ограбили осетины, за отбитие твоих пленников нам обещал уплатить по сорок пять копеек за каждого пленника, но так как ты был пострадавший, мы все простили, отказались от платы и ничего не получили ни от тебя, ни от Амираджиби. По просьбе вышеозначенных осетин я, Габашвили Заза, написал эту книгу декабря 14, 1801 года.Архив Института рукописей АН ГССР, ф. sd, № 600.

### Возвращение родовой фамилии и дальнейшая жизнь

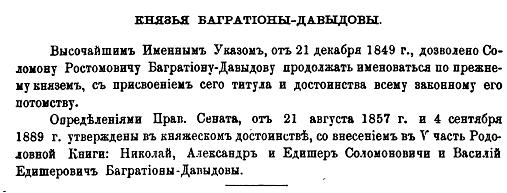
Списки титулованным родам и лицам Российской империи. Издание департамента Герольдии Правительствующего Сената. СПб., 1892 («Lists of the Titled Families and Persons of the Russian Empire»).

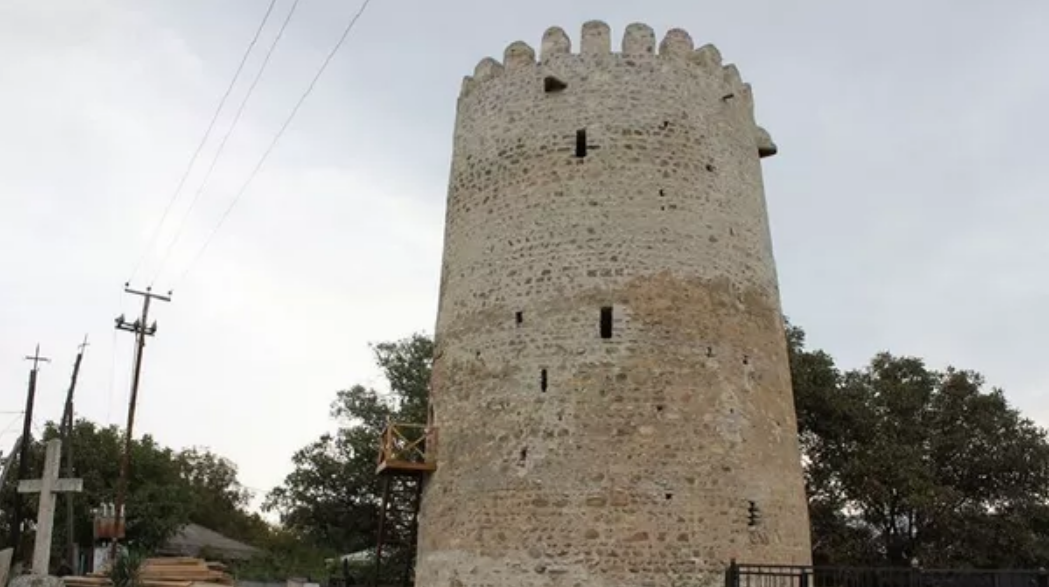
Башня принцев Багратион-Давитишвили в селе Пца после реставрации в 2020 году

В Грузии в конце XVIII века и в Российской Империи в начале XIX века князья Давитишвили возвращают себе свою родовую фамилию, прибавляя к прежней фамилии прозвание Багратиони. Именным Высочайшим указом императора Николая I 11 декабря 1849 года в княжеском достоинстве Российской империи был утвержден князь Соломон Ростомович Багратион-Давитишвили с признанием этого титула за всем его законным потомством. Определениями Правительствующего Сената 21 августа 1857 и 4 сентября 1889 годов к этому роду были причислены князья:
- Эдишер,
- Николай,
- Александр Соломонович,
- и Соломон Эдишерович Багратион-Давитишвили.[19]

Остальные ветви рода князей Багратион-Давитишвили были Высочайше утверждены в российском княжеском достоинстве 6 декабря 1850 года в числе прочих родов, внесённых в именной посемейный список князей Грузии. В этом списке значатся:
- князь Георгий Ростомович с женой Саломе и матерью вдовой Мариам:
- князь Заал Георгиевич с женой Екатериной, и дочерью Елизаветой:
- Вдова князя Ивана Мелания с сыном Александром,
- Вахтанг Леванович с дочерьми Софьей и Натальей,
- вдова князя Георгия Елизавета с сыновьями Шанше (с женой его Гаянэ) и Константином Георгиевичами.[19]

Детское фото Вахтанга Кикабидзе с его матерью, княгиней Мананой Багратион-Давитишвили

Из известных представительниц этого рода следует отметить княгиню Манану Багратиони — она была в первом браке за Георгием Симоновичем Черкезишвили, а во втором — за Константином Николаевичем Кикабидзе (1910—1942). Её сын, от второго брака, Вахтанг Константинович Кикабидзе, являлся очень известным на весь Советский союз и Грузию киноактёром и певцом.
Сам Вахтанг говорил:
Наш род правил Грузией тысячу лет.
В 1936–37 годах наш род разгромили: кого расстреляли, кого выселили. Моя тетя, старшая сестра мамы, где-то в Сибири была в ссылке. До сих пор ходит в Тбилиси такая байка. Собралась как-то за столом поэты. Кто-то поднял тост: «За Берия!». А мой дядя, муж маминой сестры, известный поэт и писатель, один из группы символистского течения «Голубые роги», сказал: «Я за этого негодяя пить не буду!» Его отец к тому времени уже несколько лет сидел. Ночью дядю арестовали. Кто-то донес, настучал. А через два дня – и супругу его забрали… Вернулась из ссылки постаревшая, хромая женщина. А ведь с нее в свое время художник Ладо Гудиашвили писал царицу Тамару. Помните, еще открытки такие были? Жить тогда было трудно, квартир не было, ютились в каких-то каморках. Мое детство прошло в бывшей кухне, на цементном полу. Из-за этого всю жизнь болят ноги – простудил.
Мой дед – Константин Багратиони – все время говорил: «Пока Тамара из ссылки не вернется, не беспокойтесь – я не умру!» Так и случилось. В тот вечер, когда она пришла, мне было, наверное, уже лет девять. Ночью, таясь (мы ведь считались «семьей врага народа»!), пришли в гости друзья. Дед их встретил, потом пошел к себе в комнату. Мама сказала: «Ну, теперь спокойно будет спать!» Утром смотрим – к девяти часам дед не выходит, к десяти… Вошли к нему – а он, оказывается, во сне и скончался… Брат деда лежал на тот момент в больнице. В семье решили ему не говорить, что Константин умер. Но, видно, кто-то из посторонних проговорился – он из больницы сбежал, но пришел проститься. Я помню: такой красавец, вроде бы крепкий… Увидел деда, упал на пол – и тоже скончался. Обоих хоронили.интервью «Республике-News». 21 августа, 2013

## Геральдика

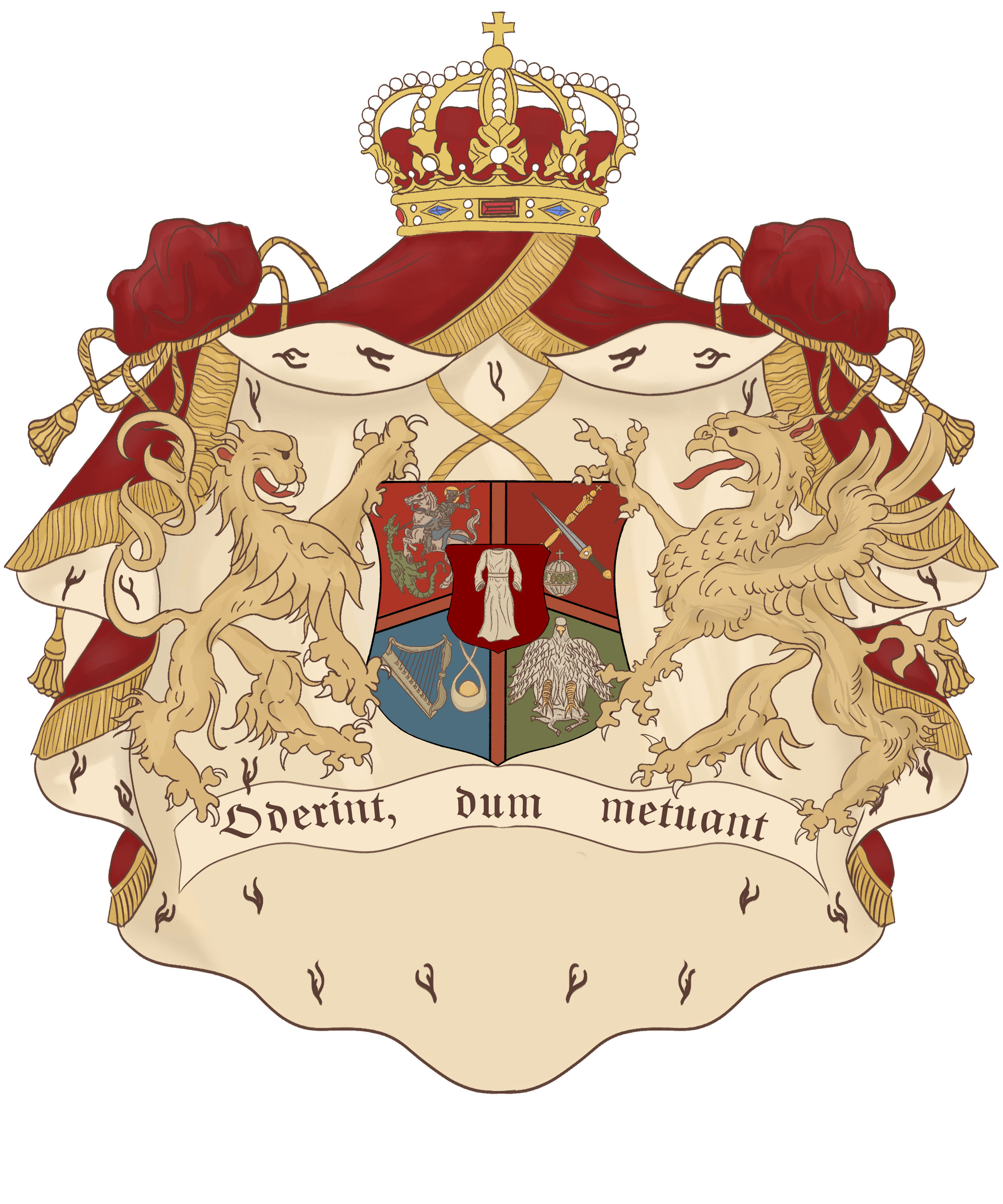
Фамильный герб потомства кн. Шоты Багратиони-Давитишвили (род. 1935/1936)

Общего родового герба, утвержденного герольдмейстерской конторой Российской Империи, фамилия не имеет. Подобно некоторым другим ветвям династии Багратионов, они, вероятно, могли бы пользоваться Высочайше утвержденным гербом своих дальних родственников — князей Багратион (их известным представителем был генерал от инфантерии князь Пётр Иванович Багратион, представитель Картлийского Царского Дома).
Известен герб, которыми пользовались представители ветви, начало которой дал князь Шота Багратиони (из тавадской линии) (род. 1935/1936).

## Известные представители

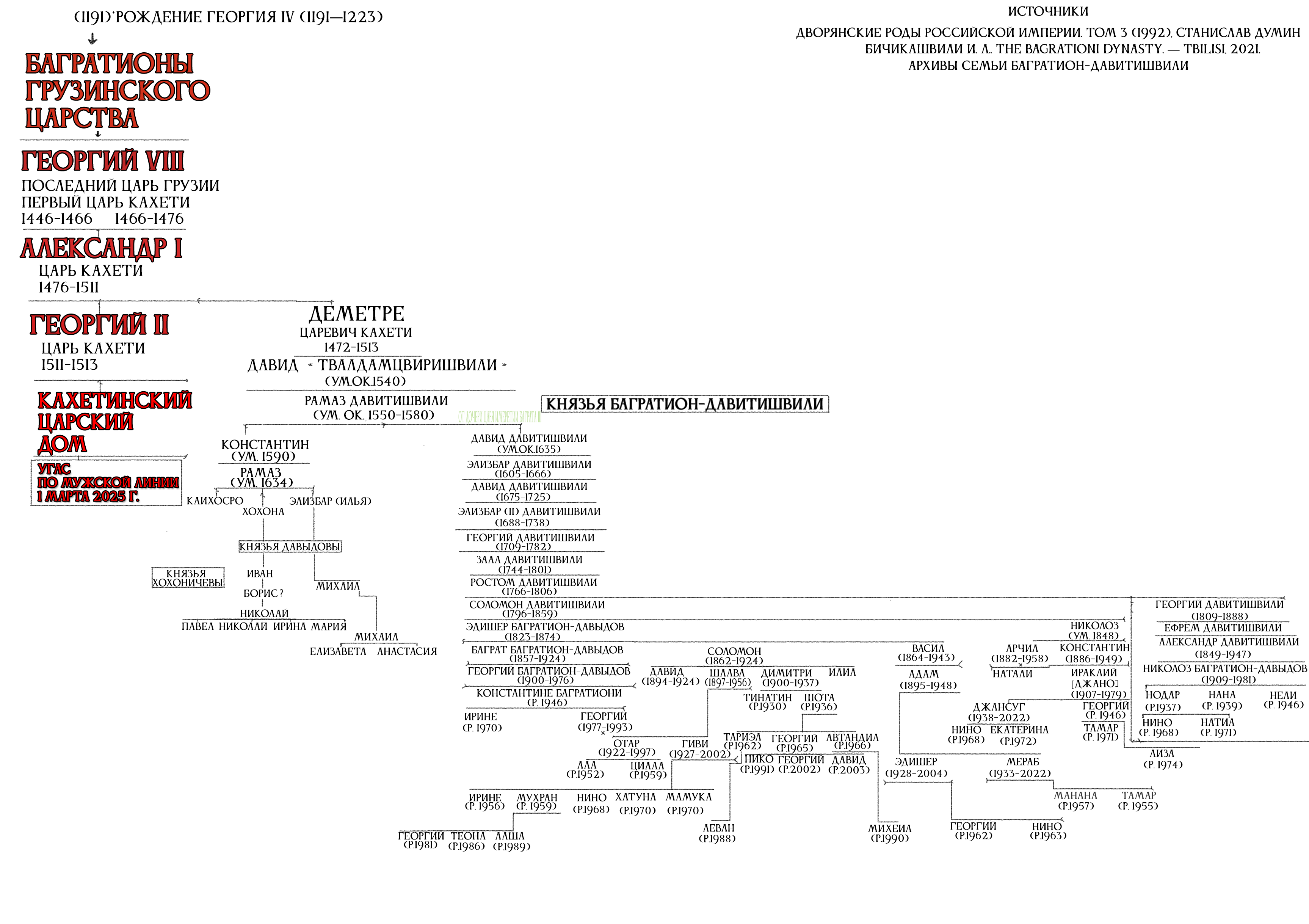
Генеалогическое древо рода Давитишвили

### Мужеского пола
- Царевич Деметре Твалдамцвари (Глазогорящий) (ум. 1511/1513) — родоначальник княжеского рода Багратион-Давитишвили.
  - Князь Давид Багратион-Твалдамцвиришвили[56] (ум. ок. 1540) — сын царевича Деметре, первый из князей Багратион-Давитишвили в Картлийском царстве. Был женат на княжне Панаскертели-Цицишвили, от этого брака сын Рамаз (Теймураз). Князь Давид был одним из ближайших сторонников царя Картли, Давида X Багратиони (1505 — 1525).[57]
- Князь Рамаз (Теймураз) Багратион-Давитишвили (ум. ок. 1550-1580)[57] — князь, крупный феодал времен царя Баграта III Имеретинского. Рассорился с царем Картли Луарсабом I Великим, переехал в Имеретинское царство на службу к Баграту III и тот выдал за него свою дочь.[58] Позднее его потомкам удастся примириться с царским домом Багратионов из Картли и приобрести больше владений.
- Князь Константин Багратион-Давитишвили (ум. 1598) — князь времен царя Картли Симона I Великого, отражал османское вторжение в Одиши (Мегрелию) и погиб там же в 1598 году.[57]
- Князь Давид Багратион-Давитишвили (род. 1596 — ум. 1635/1637)[59] — моурави (губернатор) Ахалдабы и Дирби. В 1634 году сопровождал царя Ростом-хана в Персию, но позже вернулся в Кахетинское царство. Позже переехал в Имеретинское царство, где поступил на службу к царю Свимону I. Стал главой дома Багратиони-Давитишвили в 1635 году. Женился на дочери князя Палавандишвили. Он умер после 1635 года, оставив после себя потомство — трех сыновей и одну дочь.[59]
- Князь Элизбар Багратион-Давитишвили (ум. 1666) — бокаултухуцеси в Картлийском царстве. Сын Давида, умершего в 1635/1637 году. Был главой рода Багратиони-Давитишвили с 1635 (или с 1637 г.) по 1666-й год. В 7-м поколении от последнего царя Грузии, Георгия VIII.[60] Князь Элизбар был активным сторонником царя Картли Ростом-хана, а также его послом при дворе персидского шаха (после мятежа князя Цицишвили через него в Иран были отправлены пленные князья Чхеидзе). Был женат на дочери князя Мухрани, Кайхосро Багратион-Мухранского, княжне Тинатин, от этого брака — сын и наследник престола Садавитишвило, князь Давид.[61]
- Князь Симон Багратион-Давитишвили (род. 1730 — ум. 1792) — грузинский князь на службе у Российской империи, генерал-майор русской императорской армии (1780). Участник Семилетней (1756–1763) и Русско-турецкой (1768–1774) войн.
- Князь Михеил Багратион-Давитишвили (ум. 1799) — грузинский князь на службе у Российской Империи в первой половине XVIII века, участник персидского похода русской армии в 1722 году. Генерал-майор русской императорской армии до своей смерти в 1799 году.
- Князь Соломон Багратион-Давитишвили (ум. после 1806) — грузинский князь (тавади), политический деятель начала XIX века. Находился в оппозиции режиму Российской империи, был арестован, выпущен под залог.
- Князь Георгий Александрович Багратион-Давитишвили (род. 1858 — ум. 1929) — князь, грузинский помещик, государственный чиновник и общественный деятель. Тифлисский губернский предводитель дворянства (1906—1913).
- Князь Александр Багратион-Давитишвили (ум. 1955) — начальник и создатель разведки Генерального Штаба Военного министерства Грузинской Демократической Республики, полковник. Входил в близкое окружение Ноя Жордания.
- Князь Ираклий Константинович Багратион-Давитишвили (род. 15 сентября 1909 — ум. 15 мая 1979) — балетмейстер Государственного ансамбля песни и танца Грузии, хореограф, музыкальный деятель. Народный артист Грузии (1967). Отец Джансуга Багратиони.
- Князь Георгий Багратион-Давитишвили (род. 26 июля 1945 — ум. 24 сентября 2019) — грузинский этнолог, архитектор, доктор исторических наук, профессор. Автор более 60 научных и научно-популярных публикаций по архитектуре, дизайну и народно-прикладному искусству.
- Князь Джансуг Багратион-Давитишвили (род. 4 апреля, 1938, Тбилиси, Грузинская ССР — ум. 13 января, 2022) — председатель Национального олимпийского комитета Грузии, педагог, спортсмен, тренер, политик. Чемпион СССР (1964) по гандболу. Занимал пост президента Национального олимпийского комитета Грузии в 1996—2004 годах, предшественник Бадри Патаркацишвили. В 1999—2004 годах был депутатом Парламента Грузии 5-го созыва по партийному списку, от избирательного блока «Союз граждан Грузии».
- Князь Мамука Бежанович[42][62] Багратион-Давитишвили (род. 1972)[42] — грузинский общественный деятель, популяризатор грузинской культуры. Основатель и владелец образовательно-благотворительного фонда «Mamuka Bagrationi Foundation», грузинского исторического образовательного телеканала «Bagratovanta Dro». Эксперт по восточным боевым искусствам.
- Вахтанг Константинович Кикабидзе (род. 1938 — ум. 2023) — по линии матери, княжны Мананы Багратиони, относился к роду Багратион-Давитишвили; автор песен, актёр, кинорежиссёр, сценарист, политический деятель, народный артист Грузинской ССР, заслуженный артист Украины, лауреат Государственной премии СССР. Депутат парламента Грузии VII созыва.

### Женского пола
- Неизвестная по имени княжна, дочь князя Садавитишвило Давида Багратион-Давитишвили (ум. 1635/1637); была замужем за царевичем Вахтангом Багратиони,[57] сыном Симона I, царя Картли.[63] От этого брака царевич Вахтанг (Рустам-мирза) и царевич Луарсаб (Хосро-мирза), который был усыновлен в качестве наследника престола Картлийского царства, царем Картли (1633—1658) и Кахетии (1648—1656) Ростом-ханом.[64]

- Тамара Багратион-Давитишвили — царица Картлийского царства, супруга царя Георгия XI[65], от этого брака царевич Баграт (ум. 1695)[66], отправленный в заложники к шаху, и дочь царевна Мариам (ум. 1715), жена князя Давида Квенипневели, ксанского эристава (1675—1717).[67]
- Княжна Гликерия Элизбаровна Багратион-Давитишвили (18 сентября 1691 — 4 января 1747, Москва) — жена царевича Александра Арчиловича из имеретинской ветви Багратионов, родила ему дочь княжну Софью, вышедшую замуж за князя Егора Леонтьевича Дадианова (первый дом Дадиани).
- Княжна Анастасия (Тасо) Багратион-Давитишвили (род. 1869 — ум. 1917) — грузинская общественная деятельница, первая грузинская модель. Жена писателя и общественного деятеля князя Иване Мачабели, сестра князя Георгия Багратион-Давитишвили, тифлисского губернского предводителя дворянства (1906—1913).
- Княжна Нино Багратион-Давитишвили (род. 1897 – ум. 1969) — жена князя Симона Левановича Багратион-Мухранского, капитана национальной армии Грузинской Демократической Республики, участника антисоветского национально-освободительного движения, посмертного кавалера ордена Национального героя Грузии.
- Княжна Лиза Багратиони (род. 21 июля 1974) — грузинская певица.[68]
- Княжна Тамара Багратиони (род. 1971) — жена президента Грузии (с 29 декабря 2024 г.) Михаила Кавелашвили[69], сестра певицы Лизы Багратиони.[70]

### Ветвь, выехавшая в Русское царство (князья Давыдовы)
Получили прозвание по имени князя Давыда, выехавшего в Русское царство в 1666 году под власть царя Алексея Михайловича.
- Правнук Александра I — Элизбар (Илья) Романович, стольник (ум. до 1681); у него жена Анна и сын князь Фёдор.
- Князь Хони (ум. 1681) с женой Екатериной имел пятерых сыновей, из которых князь Панкратий был женат на сестре Ростовского митрополита Георгия (Дашкова).
- Князья Панкратий и Григорий — арзамасские помещики (1697).
- Четверо представителей рода владели населёнными имениями (1699)[71][72].

Род этот, выехавший в Россию, ныне является угасшим по мужской линии.

## Вассалы
При царе Имеретии Баграте III (1510 — 1565), временно контролировавшим Картлийское царство, роду князей Багратион-Давитишвили были переданы дворяне Херхеулидзе и Татишвили. Дворяне Херхеулидзе представляли собой неотъемлемую часть удельного княжества Садавитишвило, которым владели Багратиони-Давитишвили.
Давид прибыл к имеретинскому царю, и тот уступил в Верхней Картли деревни Нули, Торманеули, Гвершети, Плеви, Канбади, Мцхетас-Джвари, крестьян Мохиси и Руиси и церковь с кладбищем, а также дворян Херхеулидзе и Татишвили. Рамаз понравился царю Баграту. И все эти деревни были куплены на золото и серебро, пожалованные шахом.Парсадан Горгиджанидзе, повествование о потомках ослепленного
В дальнейшем дворянам Херхеулидзе удалось добиться княжеского титула тавади, но они так и остались в вассалитете у князей Давитишвили.
Царь Картли (1633—1658) и Кахетии (1648—1656), Ростом-хан, также распорядился сделать дворянский (азнаурский) род Рикадзе вассалами князей Багратиони-Давитишвили 23 октября 1634 года.
Царевич Иоанн Багратион-Грузинский, сын последнего царя Картли-Кахетии Георгия XII в своей научной работе «краткое описание фамилий князей и дворян, живущих в Грузии» указывает, что князьям Багратиони-Давитишвили также принадлежал дворянский род (азнаурского достоинства) Раминисшвили, выехавший в Картлийское царство около 1588 года, который был пожалован им в вассалитет царем Картли Симоном I.

## Современное состояние дома
В наши дни современные представители дома Багратиони-Давитишвили активно вовлечены в культурно-политическую деятельность Грузии.
В 2006 году состоялся съезд потомков всех трех царских домов из династии Багратионов, признавших главенство ветви светлейших князей и царевичей Багратион-Грузинских в лице Нугзара Петровича Багратион-Грузинского (род. 1950 — ум. 2025), как главу династии Багратионов и легитимации прав упомянутых на гипотетический общегрузинский престол, в случае восстановления в Грузии монархического строя, на съезде присутствовали многие представители ветви Багратион-Давитишвили, а также картлийские князья Багратион-Мухранские и последняя представительница по мужской линии, глава царского дома Имеретии, Нино Давидовна Багратион (1915—2008).
На фоне волны популярности идеи монархии в Грузии в 2007 году, насчет её восстановления высказался и представитель династии Багратиони, Джансуг Багратион (ум. 13 января, 2022):
На мой взгляд, Грузии ещё рано переходить на модель конституционной монархии. Конечно же, такое предложение приемлемо и очень важно. В Тбилиси проживают молодые люди из царской династии Багратионов, которые являются прямыми наследниками престола. Несмотря на это, думаю, что пока что восстанавливать монархию рано, так как к этому ещё не готовы.
Джансуг (Джано) Багратиони (род. 4 апреля 1938, ум. 13 января, 2022) — председатель Национального олимпийского комитета Грузии, педагог, спортсмен. Занимал пост президента Национального олимпийского комитета Грузии в 1996—2004 годах, предшественник Бадри Патаркацишвили. В 1999—2004 годах был депутатом Парламента Грузии 5-го созыва по партийному списку, от избирательного блока «Союз граждан Грузии».
Из самых примечательных представителей фамилии — князь Мамука Багратион-Давитишвили (род. 1972), участник основанной в 1995 году в Грузии аристократическо-монархической «Ассоциации Дома Багратионов», известный своей межнациональной аристократической деятельностью и поддержкой развития грузинской культуры как в Грузии, так и за её пределами. Помимо этого, князь Мамука Багратион-Давитишвили является основателем образовательно-благотворительного фонда «Mamuka Bagrationi Foundation», финансовые средства с которого направляются на поддержку социально-ограниченных групп Грузии, также организовывая образовательные кампании по защите прав детей, женщин и мужчин, а также на защиту экологии, через проведение просветительской деятельности по охране и рациональному использованию природных ресурсов, а также помощью ветеранам войн. Основанный Мамукой Багратионом фонд также оказывает поддержку сельскому хозяйству Грузии, внедряя в эту отрасль новые технологии.
Георгий Багратион-Давитишвили (род. 1945, ум. 2019) — грузинский этнолог, архитектор, доктор исторических наук, профессор. Автор более 60 научных и научно-популярных публикаций по архитектуре, дизайну и народно-прикладному искусству.
Другой представитель рода, Александр Багратион-Давитишвили (род. 1987), является известным фотографом в Грузии и общественным деятелем.
Давид Георгиевич Багратион (род. 12 ноября, 2003) — грузинский публицист, исследователь, историк. Автор ряда научных исследований, в основном, связанных с историей Грузии.
Известны и женские представители рода, например, Нино Багратион-Давитишвили — доктор филологических наук, участница научно-исследовательских проектов, публиковалась как автор в академических журналах, автор нескольких монографий и учебников, в том числе по академическому письму.
Другая представительница рода, Нестан Багратион-Давитишвили (род. 1976), известная в Германии пианистка, певица и композитор.
Ещё одна представительница фамилии, певица Лиза Багратиони (род. 1974), получила международное признание в своей сфере деятельности, неоднократно выступая с Вахтангом Кикабидзе (род. 1938 — ум. 2023), который также относился к дому Багратиони-Давитишвили через свою мать.
Сестра певицы Лизы Багратиони, Тамара Багратиони (род. 1971), является женой президента Грузии Михеила Кавелашвили, вступившего на должность 29 декабря 2024 года.
В 2020 году башню князей Багратион-Давитишвили, построенную в 1799 году в центре селения Пца на левом берегу реки Проне (Шида-Картли, район Агара) реставрировали. Реставрационные работы проходили с разрешения Национального агентства охраны культурного наследия Грузии и финансовой поддержкой фонда «Карту», владельцем которого является грузинский политик и бизнесмен Бидзина Иванишвили, 10-й премьер-министр Грузии с 25 октября 2012 по 20 ноября 2013 года.

## Генетика
Согласно проводимым генетическим исследованиям грузинского генетического проекта Georgian DNA Project, профинансированные ими исследования позволили определить гаплогруппу представителей царской династии Багратионов, и в частности, князей Багратиони-Давитишвили. Результатом было значение Q1b2b1b2b2-L939, подтверждающее, что Багратионы по мужской линии не относятся ни к грузинам, ни к кавказцам вообще, а экспертиза достоверно относит их происхождение до грузинского царя Давида VII Улу. Предковая линия (L936) присутствует в Кавказском регионе с майкопских времён (Ghalichi et. al 2024, образец KUG003), тем самым подтвердив, что предки испытуемых обитали в этом регионе, по крайней мере, 3000 лет, полностью исключая возможность родства по мужской линии с армянской царской династией Багратуни, которые являются носителями I2c по мужской линии. Экспертиза установила, что Багратионы по мужской линии относятся к Срубно-Алакульской культуре. Патрилинейный предок династии обозначен как Q-FT284461.